# Pseudobeta
Pseudobeta is een kevergeslacht uit de familie van de boktorren (Cerambycidae). De wetenschappelijke naam van het geslacht werd voor het eerst geldig gepubliceerd in 1972 door Zajciw.

## Soorten
Pseudobeta omvat de volgende soorten:
- Pseudobeta doris (Thomson, 1868)
- Pseudobeta ferruginea Galileo & Martins, 1990
- Pseudobeta seabrai Monné & Fragoso, 1984
- Pseudobeta transversa Martins & Galileo, 2010